# جونا گولدبرگ
جونا گولدبرگ (انگلیسی: Jonah Goldberg؛ زادهٔ مارس ۲۱, ۱۹۶۹ (۵۶ سال)) یک روزنامه‌نگار اهل ایالات متحده آمریکا است. او خبرنگاری محافظه‌کار در ایالات‌متحده آمریکا است.